# We Are Chaos (singolo)
We Are Chaos è un singolo del cantautore statunitense Marilyn Manson, pubblicato il 29 luglio 2020 come primo estratto dall'undicesimo omonimo album in studio We Are Chaos.

## Tracce
1. We Are Chaos – 4:00